# 大平健
大平 健（おおひら けん、1949年 - ）は、日本の精神科医、聖路加国際病院精神科部長。

## 経歴
1949年、鹿児島県生まれ。米国ピッツバーグで育つ。東京大学医学部を卒業。ペルーに一年滞在して貧民街で診療活動に従事し、帰国後は聖路加国際病院に勤務。1991年、学位論文『ヒステリー性格の構造と発達史に関する精神病理学的研究』を新潟大学に提出して医学博士の学位を取得した。2014年、聖路加国際病院を退任。

## 研究内容・業績
- 聖路加国際病院に勤務して診療にあたる傍ら、社会に向けて多くの著作を発表している。

## 著書
- 『分裂病vs失語症 言語症状の構造』海鳴社　1983
- 『<遊>と<狂> 言語・行為・表情』金剛出版　1985　精神医学文庫
- 『貧困の精神病理 ペルー社会とマチスタ』岩波書店　1986　叢書・精神の科学　のち同時代ライブラリー
- 『豊かさの精神病理』1990　岩波新書
- 『診療室にきた赤ずきん 物語療法の世界』早川書房　1994　のち新潮文庫
- 『精神科医のモノ・グラフ』岩波書店　1994
- 『やさしさの精神病理』1995　岩波新書
- 『拒食の喜び、媚態の憂うつ イメージ崇拝時代の食と性』岩波書店　1996　21世紀問題群ブックス
- 『顔をなくした女 <わたし>探しの精神病理』岩波書店　1997　のち現代文庫
- 『精神科医という生活』講談社　1997
- 『こころに聴診器』読売新聞社　1998
- 『悲しみよさようならストレスもさようなら』日本放送出版協会　1999
- 『こころの散歩道』岩波書店　1999
- 『曇りのち晴れ こちらパソコン専科こころの診察室』日経BP社 2000
- 『純愛時代』2000　岩波新書
- 『ニコマコス流頭脳ビジネス学』岩波書店　2001　「ダメ会議が社員を伸ばす ニコマコス流頭脳ビジネス学」光文社知恵の森文庫
- 『ニコマコス流アタマを良くするパソコン術』岩波書店　2002
- 『ニコマコス流恋愛コミュニケーション』岩波書店　2002
- 『食の精神病理』2003　光文社新書
- 『マンガで考える精神病理』講談社　2007
- 『動物がお医者さん なぜペットはヒトを幸せにするのか』新潮社　2010
- 『治療するとカワイクなります　生きがいの精神病理』新潮社、2013

## 共編著
- 『精神病理学の新次元 3』土居健郎共編　金剛出版　1987
- 『精神医学と文化人類学』町沢静夫共編　金剛出版　1988
- 『文学校 精神科医の質問による文章読本』赤瀬川原平共著　岩波書店　2004
- 『こころの薬 幸せになれる診療室』倉田真由美共著　2010　新潮文庫